# SN 2010dw
SN 2010dw – supernowa typu Ia odkryta 5 czerwca 2010 roku w galaktyce A152241-0555. W momencie odkrycia miała maksymalną jasność 17,30m.